# Tricimba exsinuata
Tricimba exsinuata är en tvåvingeart som beskrevs av Ismay 1993. Tricimba exsinuata ingår i släktet Tricimba och familjen fritflugor. Inga underarter finns listade i Catalogue of Life.